# タングステン酸
タングステン酸（たんぐすてんさん）とは、三酸化タングステン（酸化タングステン(VI)、WO3）の水和物の形をとる、+6価のタングステン化合物の総称であり、タングステンを含むオキソ酸に当たる。1水和物（WO3・H2OあるいはH2WO4）、2水和物（WO3・2H2OあるいはH4WO5）などがある。

## 反応
固体の結晶構造は、タングステン原子に酸素原子が八面体配位した形を基本単位とする。さらに一部の酸素が単位間で共有され、あるいは水分子が挿入されて結晶構造を作る。基本的には水に不溶だが、液性が塩基性だと、WO42−イオンを形成して水溶液になる。WO42−は、アルカリ金属などと塩（タングステン酸ナトリウムなど）を作る。

## 鉱物
タングステンは質量数の大きな元素であり、天然に産出するタングステン酸に関連した鉱物の和名には、しばしば「重」の文字が付く。
鉱物の例として、灰重石（タングステン酸カルシウム、CaWO4）や、鉄重石（タングステン酸鉄）などのタングステン酸塩鉱物が存在する。また、それらの風化産物として、重石華（WO3・H2O）、メイマカイト（WO3・2H2O）、加水重石華（H2WO4）などのタングステン酸鉱物が存在する。

## 利用
タングステン酸は、繊維製品における媒染剤として使用される。
灰重石は、耐久性が低いものの、透明度の高い石は、好事家が宝石として保存する場合も見られる。